# Muníquia
|  | Per a altres significats, vegeu «Muníquia (festival)». |

Muníquia (en llatí Munychia, en grec antic Μουνιχία), era el nom d'un turó i d'un port fortificat de l'Àtica, que juntament amb el Pireu i Falèron constituïa la zona portuària d'Atenes. Van fortificar el port, entre d'altres, el tirà Hípies, i també Temístocles, i l'any 403 aC va ser un dels llocs on es van enfrontar els Trenta Tirans amb els demòcrates d'Atenes.
Tenia un temple dedicat a Àrtemis Muníquia en honor de la qual se celebrava el festival de la Muníquia, i un altre temple dedicat a Bendis on se celebraven les Bendídia. És la moderna Stratioki.